# Maxime Robin

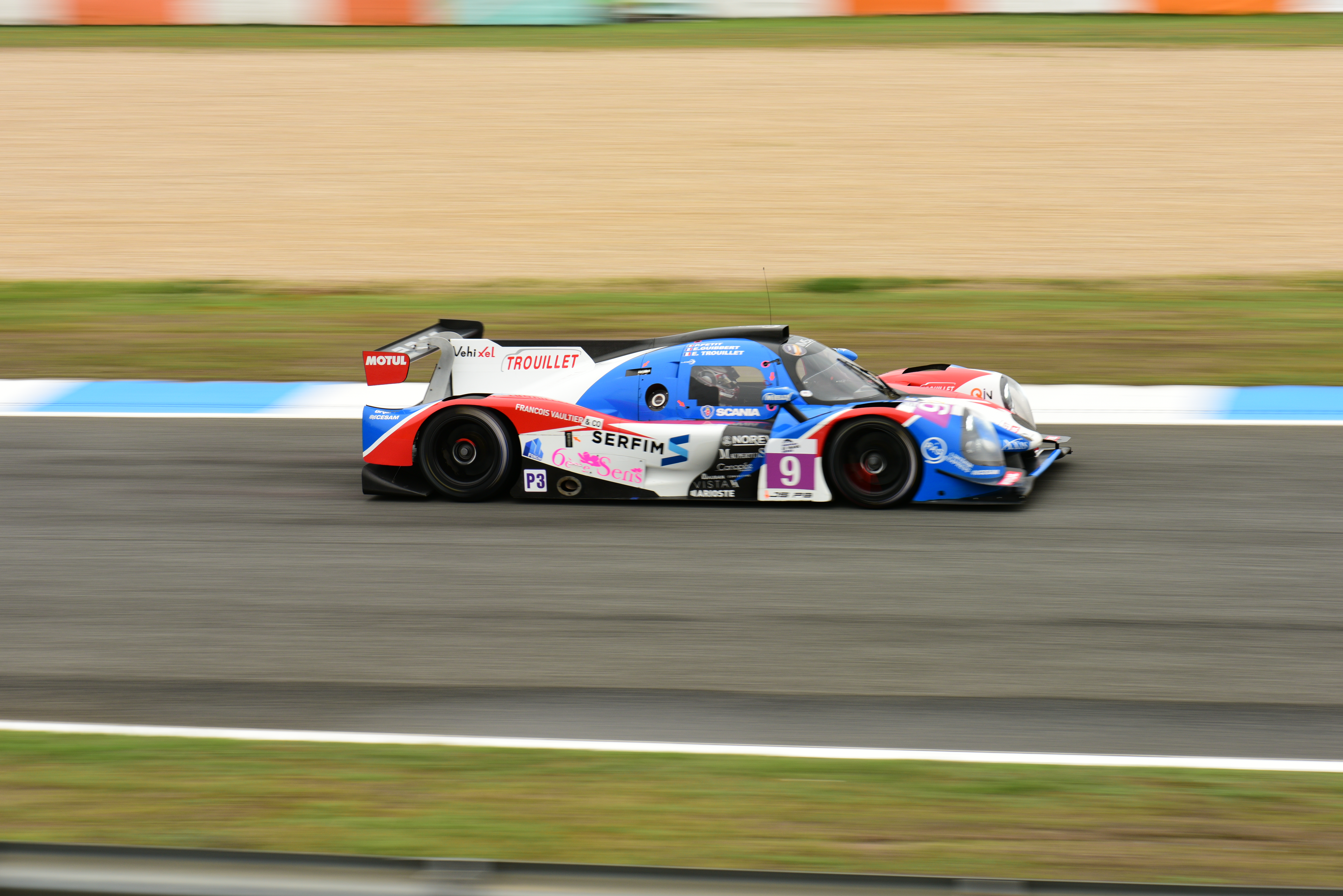
Maxime Robin fuhr der Graff-Ligier JS P320 in der European Le Mans Series 2020

Maxime Robin (* 29. Juli 1999 in Le Mans) ist ein französischer Autorennfahrer und der jüngere Bruder von Arnold Robin. 

## Karriere
Maxime Robin folgte 2018 seinem schon länger aktiven Bruder in den Rennsport. Ziel des Bruderpaars war die Teilnahme am 24-Stunden-Rennen in ihrer Heimatstadt. Er begann die Karriere in der LMP3-Klasse der V de V Endurance Series, wo ihm mit den Siegen beim 4-Stunden-Rennen von Dijon und dem 4-Stunden-Rennen von Le Mans erste Erfolge gelangen. 
2020 fuhr er einen Ligier JS P320 in der European Le Mans Series, wo er 2021 auf einen Oreca 07 in die LMP2-Klasse wechselte. Im selben Jahr gab er sein Debüt in Le Mans. Partner war neben seinem Bruder der ebenfalls aus Le Mans stammende Vincent Capillaire. Das Trio erreichte den 19. Rang in der Gesamtwertung.

## Statistik

### Le-Mans-Ergebnisse
| Jahr | Team                | Fahrzeug                 | Teamkollege  | Teamkollege         | Platzierung | Ausfallgrund |
| ---- | ------------------- | ------------------------ | ------------ | ------------------- | ----------- | ------------ |
| 2021 | SO24-Dirob By Graff | Oreca 07                 | Arnold Robin | Vincent Capillaire  | Rang 19     |              |
| 2023 | TF Sport            | Aston Martin Vantage AMR | Arnold Robin | Valentin Hasse-Clot | Ausfall     | Unfall       |

### Einzelergebnisse in der FIA-Langstrecken-Weltmeisterschaft
| Saison | Team     | Rennwagen                | 1   | 2   | 3   | 4   | 5   | 6   | 7   |
| ------ | -------- | ------------------------ | --- | --- | --- | --- | --- | --- | --- |
| 2021   | Graff    | Oreca 07                 | SPA | POR | MON | LEM | BAH | BAH |     |
| 2021   | Graff    | Oreca 07                 | 19  |     |     |     |     |     |     |
| 2023   | TF Sport | Aston Martin Vantage AMR | SEB | POR | SPA | LEM | MON | FUJ | BAH |
| 2023   | TF Sport | Aston Martin Vantage AMR | DNF |     |     |     |     |     |     |